# What Will the Neighbours Say? Live
What Will the Neighbours Say? Live  —en español:— ¿que dirán los vecinos? en vivo — es la primera gira musical del grupo pop británico-irlandés, Girls Aloud la gira tuvo 22 fechas por Reino Unido e Irlanda, durando tan solo un mes, iniciando el 4 de mayo de 2005 y terminado el 2 de junio del mismo año. 

## Historia
A pesar de que Girls Aloud planeo una gira titulada Popstars: The Rivals tour en marzo de 2003 junto a One True Voice, esta nunca se concretó por la poca venta de boletos.  posterior a ello el representante de la Banda Louis Walsh, afirmó que a final del 2003 las chicas tendría su primer tour pero fue algo que tampoco de concreto.
En diciembre de 2004 se confirma la primera gira de Girls Aloud por Reino Unido e Irlanda inicialmente con 17 fechas los boletos salieron el 10 de diciembre del mismo año. A pesar de que la prensa Británica anunciaba un fin para la banda y que venderían pocas entradas, las chicas lograron superar las expectativas y se agregaron fechas extras en Londres y Mánchester Posteriormente se agregaron fechas en Irlanda e Irlanda del Norte

## Acto de apertura
- Cookie
- Electrovamp
- Triple 8 (Fechas de Londres)

## Lista de canciones
Traje : Blusa corta y jeans
- "The Show"
- "Here We Go"
- "Girls on Film"

Traje: Uniformes de Colegio
- "Another Brick in the Wall" / "No Good Advice"
- "Graffiti My Soul"
- "Wake Me Up"
- "Teenage Dirtbag"

Traje: Vestidos de Cóctel 
- "Life Got Cold"
- "Deadlines & Diets"
- "I'll Stand by You"

Tema:Club
- "Love Machine"
- "Real Life"
- "Girls Allowed" / "Le Freak"
- "Jump"
- "Sound of the Underground"

## Fechas de la gira
| Fecha              | Ciudad     | País              | Lugar                       |
| ------------------ | ---------- | ----------------- | --------------------------- |
| '                  |            |                   |                             |
| 4 de mayo de 2005  | Nottingham | Inglaterra        | Royal Concert Hall          |
| 5 de mayo de 2005  | Brighton   | Inglaterra        | The Brighton Centre         |
| 7 de mayo de 2005  | Plymouth   | Inglaterra        | Plymouth Pavilions          |
| 8 de mayo de 2005  | Cardiff    | Wales             | Cardiff International Arena |
| 9 de mayo de 2005  | Oxford     | Inglaterra        | New Theatre                 |
| 11 de mayo de 2005 | Blackpool  | Inglaterra        | Opera House Theatre         |
| 13 de mayo de 2005 | Glasgow    | Escocia           | Clyde Auditorium            |
| 14 de mayo de 2005 | Edimburgo  | Escocia           | Edinburgh Playhouse         |
| 16 de mayo de 2005 | Newcastle  | Inglaterra        | Newcastle City Hall         |
| 18 de mayo de 2005 | Mánchester | Inglaterra        | Manchester Apollo           |
| 19 de mayo de 2005 | Mánchester | Inglaterra        | Manchester Apollo           |
| 20 de mayo de 2005 | Sheffield  | Inglaterra        | Hallam FM Arena             |
| 21 de mayo de 2005 | Birmingham | Inglaterra        | National Indoor Arena       |
| 23 de mayo de 2005 | Bristol    | Inglaterra        | Colston Hall                |
| 24 de mayo de 2005 | Portsmouth | Inglaterra        | Portsmouth Guildhall        |
| 25 de mayo de 2005 | Ipswich    | Inglaterra        | Regent                      |
| 27 de mayo de 2005 | Liverpool  | Inglaterra        | Empire Theatre              |
| 28 de mayo de 2005 | Londres    | Inglaterra        | Hammersmith Apollo          |
| 29 de mayo de 2005 | Londres    | Inglaterra        | Hammersmith Apollo          |
| 31 de mayo de 2005 | Belfast    | Irlanda del Norte | Waterfront Hall             |
| 1 de junio de 2005 | Dublín     | Irlanda           | Olympia Theatre             |
| 2 de junio de 2005 | Dublín     | Irlanda           | Olympia Theatre             |